# Werner von der Schulenburg (Politiker, 1829)

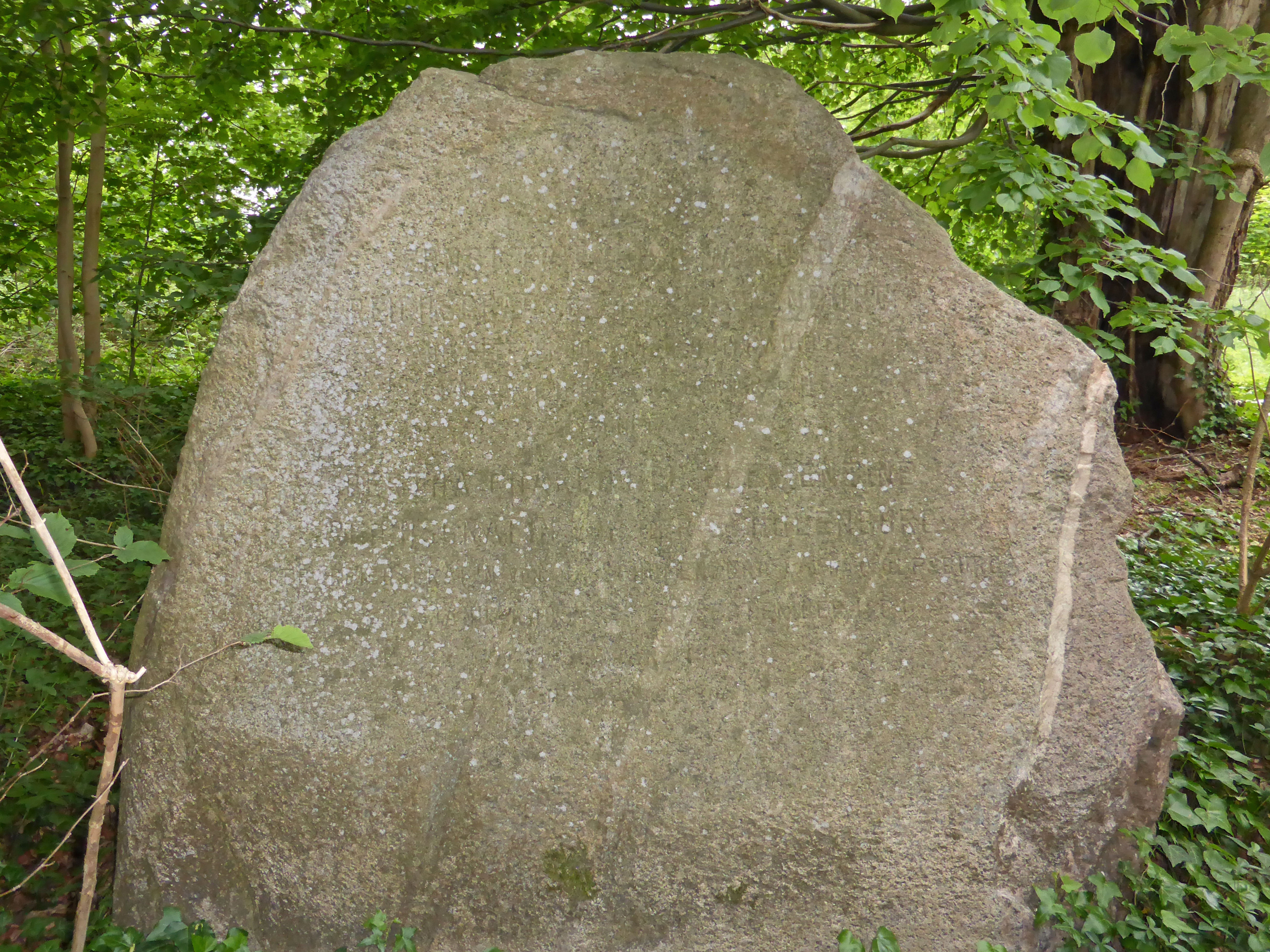
Gedenkstein für Ernst Friedrich Werner Reichsgraf von der Schulenburg und seine Frau

Ernst Friedrich Werner Graf von der Schulenburg, auch Schulenburg-Beetzendorf, (* 1. April 1829 in Beetzendorf; † 5. Januar 1911 ebenda) war ein Rittergutsbesitzer und Reichstagsabgeordneter.

## Herkunft

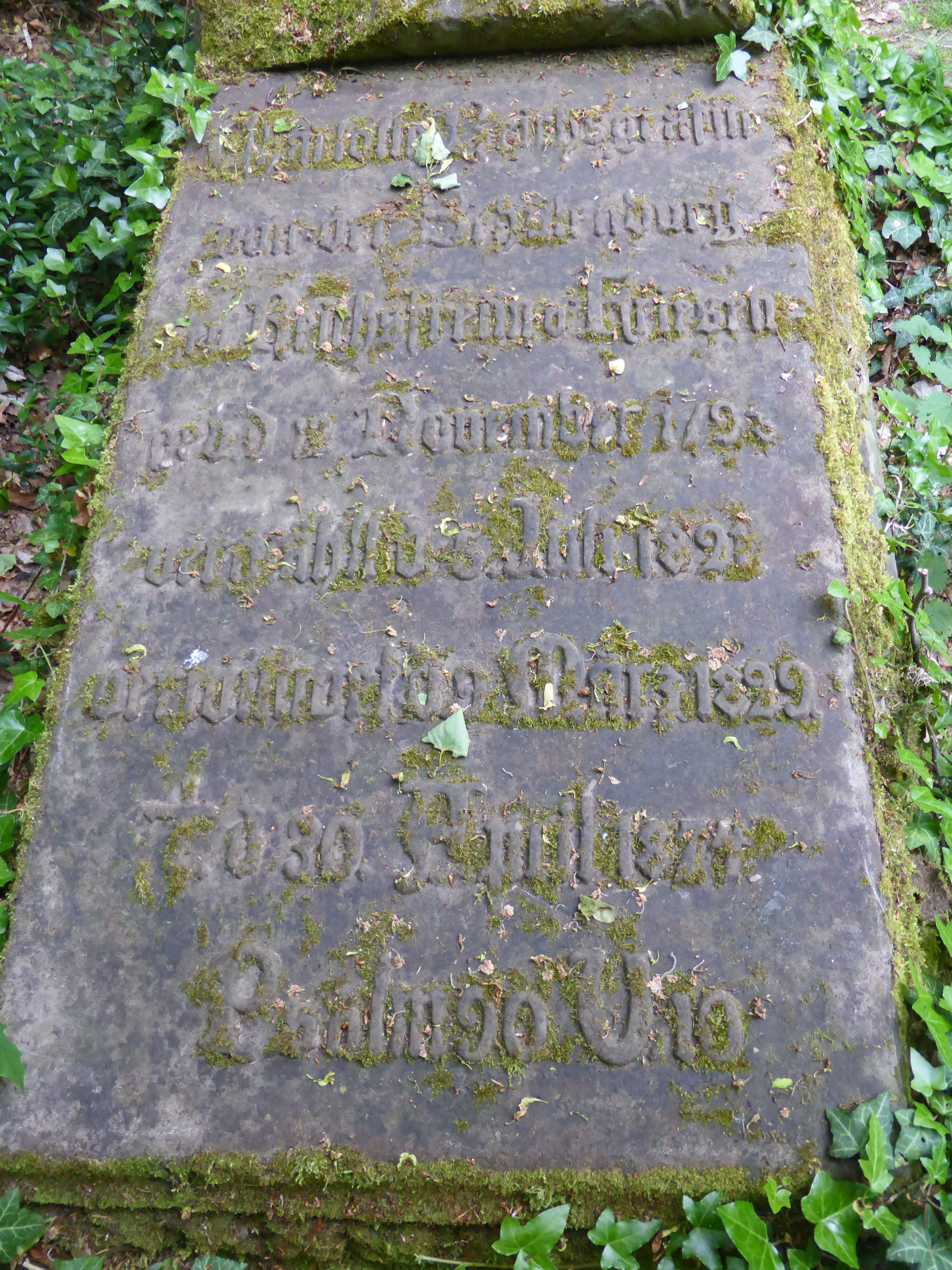
Grabmal seiner Mutter

Werner von der Schulenburg gehörte dem Adelsgeschlecht Schulenburg an.
Seine Eltern waren Werner von der Schulenburg (* 7. August 1797; † 9. März 1829) und dessen Ehefrau Freiin Charlotte von Friesen (* 12. November 1798; † 30. April 1874), eine Tochter von Johann Georg Friedrich von Friesen, die am 5. Juli 1821 heirateten. Das Grabmal seiner Mutter auf dem Gutsfriedhof Beetzendorf ist noch heute erhalten.

## Leben
Schulenburg studierte in Halle und war bis 1854 Offizier im 10. Husarenregiment. Er führte 1866 eine Landwehr-Escadron in der Main-Armee. Während des Kriegs gegen Frankreich führte er vom ersten Tage der Mobilmachung bis zur Einberufung des Reichstags eine Escadron in einem Reserveregiment.
1866 bis 1867 war er Mitglied des Preußischen Abgeordnetenhauses, von 1867 bis 1871 des Kommunal- und Brandenburgischen Provinziallandtags. Von 1867 bis 1871 war er Mitglied des Deutschen Reichstags für die Konservative Partei für den Wahlkreis Regierungsbezirk Magdeburg 1 (Salzwedel-Gardelegen). Seine Wahl zur ersten Legislaturperiode des Reichstags wurde am 29. November 1871 für ungültig erklärt, er unterlag bei der Ersatzwahl am 29. Februar 1872 dem nationalliberalen Gegenkandidaten Friedrich Kapp.
1872 wurde er als Vertreter des Grafenverbandes der Provinz Sachsen in das Preußische Herrenhaus berufen, dem er bis 1906 angehörte.
Er war der 1. Vorsitzende der 1874 gegründeten Deutschen Adelsgenossenschaft und Gründungs-/Vorstandsmitglieder der 1875 gegründeten Vereinigung der Steuer- und Wirtschaftsreformer.
1879 erwarb von Werner von der Schulenburg das Gut Klosterrode durch Abfindung der Mitbesitzer, das er und weitere Familienangehörige aus Wolfsburg und Detzel 1853 durch den Tod des kinderlos gebliebenen Friedrich Albrecht von der Schulenburg geerbt hatten. 1904 (förmlich 1906) verkaufte er es aus wirtschaftlichen Gründen jedoch wieder.
Ein Gedenkstein auf dem Gutsfriedhof Beetzendorf erinnert noch heute an Ernst Friedrich Werner Reichsgraf von der Schulenburg und seine Frau Bertha Charlotte Clementine geb. Reichsgräfin von der Schulenburg aus dem Hause Wolfsburg.

## Familie
Er heiratete am 23. September 1854 in Wolfsburg Bertha Charlotte Clementine von der Schulenburg-Wolfsburg (* 15. Januar 1834 in Braunschweig; † 31. März 1918 in Beetzendorf), eine Tochter des Politikers Werner von der Schulenburg-Wolfsburg. Das Paar hatte acht Kinder:

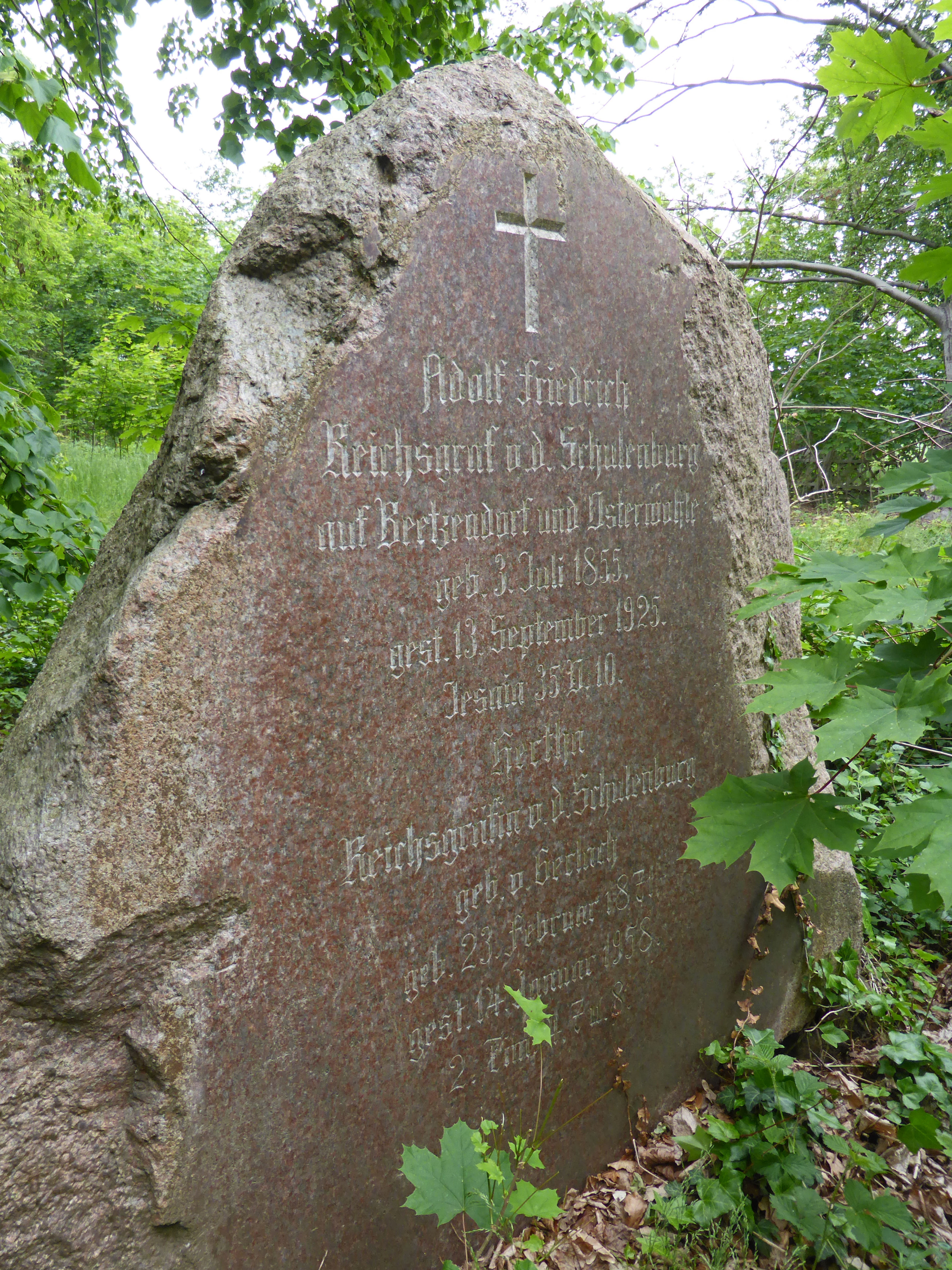
Gedenkstein für Adolf Friedrich und seine Frau

- Adolf Friedrich (* 3. Juli 1855; † 13. September 1925) ⚭ Hertha von Gerlach (* 23. Februar 1871; † 14. Januar 1958), Tochter von August von Gerlach. Ein Gedenkstein auf dem Gutsfriedhof Beetzendorf erinnert noch heute an das Ehepaar.
- Helene Charlotte (* 28. Oktober 1856; † 2. Januar 1948) ⚭ Wilhelm Digeon von Monteton (1853–1931), Generalmajor
- Anna Clara Gertrud (* 18. Oktober 1858; † 17. April 1927)
- Anna Charlotte Bertha (* 31. August 1861; † 10. September 1940), Krankenpflegerin, Wohlfahrtspflegerin, auf dem Gutsfriedhof bei Beetzendorf bestattet[4]
- Achaz (* 1. Februar 1863; † 27. April 1943), Fideikommissherr auf Dorphagen (Landkreis Cammin i. Pom.) ⚭ 1908 Theodora von dem Knesebeck-Milendonk (* 19. Mai 1886; † 1. Februar 1978)
- Anna Katharina Adelheid (1865–1865)
- Anna (* 28. Februar 1868; † 9. Februar 1961) ⚭ Freiherr Hans-Mortimer von Maltzahn (1863–1916), ein Sohn von Hans Ludwig von Maltzahn.[5] Ihre Tochter Veronika (1892–1946) war mit Joachim von Blücher verheiratet.
- Ilse (* 8. September 1875; † 12. Dezember 1947)